# Felimare fregona
Felimare fregona is een slakkensoort uit de familie van de Chromodorididae. De wetenschappelijke naam van de soort is voor het eerst geldig gepubliceerd in 2013 door Ortea & Caballer.